# Peregrinação
Pour plus de détails, voir Fiche technique et Distribution.
Peregrinação est un film d'aventures portugais réalisé par João Botelho et sorti en 2017.
Il est inspiré des mémoires éponymes du navigateur Fernão Mendes Pinto au XVIe siècle.

## Synopsis
En mars 1537, Fernão Mendes Pinto part pour l'Inde à la recherche de la gloire et de la fortune. Ce film raconte les mésaventures et les succès de cet écrivain qui, au cours des vingt et un ans qu'il passa en Orient, au lieu de la fortune qu'il espérait, vit son travail et ses dangers s'accroître. Aventurier, pèlerin, pénitent, ambassadeur, soldat et esclave, Fernão Mendes Pinto a été tout et partout. À la fin, il est revenu sain et sauf pour publier un journal de ses voyages.

## Fiche technique
- Titre original : Peregrinação[1]
- Réalisation : João Botelho
- Scénario : João Botelho, Deana Barroqueiro d'après l'ouvrage de Fernão Mendes Pinto
- Photographie : Luís Branquinho, João Ribeiro (de)
- Montage : João Braz
- Musique : Fausto Bordalo Dias (pt), Daniel Bernardes, Luís Bragança Gil
- Décors : António Reis et Margarida Cordeiro
- Production : Alexandre Oliveira
- Sociétés de production : Ar de Filmes
- Format : couleurs
- Pays de production :  Portugal
- Langue de tournage : portugais
- Genre : film d'aventures
- Durée : 108 minutes
- Dates de sortie : 
  - Portugal : 1er novembre 2017

## Distribution
- Cláudio da Silva : Fernão Mendes Pinto / António Faria
- Jani Zhao : Meng
- Catarina Wallenstein : Maria Correia de Brito
- Mina Andala (pt) : Princesse Maman
- José Manuel Mendes (pt) : le vieux chrétien
- João Cabral (pt) : père Gaspar Gonçalves
- Rui Morisson (pt) : Pedro Silva
- Maya Booth (pt) : Joana
- António Durães (pt) : le Maure
- Ricardo Aibéo (pt) : Pinachilau
- Cassiano Carneiro (pt) : l'interprète
- Dinarte Branco (pt) : Talagrepo
- Filipe Vargas (pt) : Noble espagnol
- Fernando Rodrigues : Tavernier
- Luís Lima Barreto : Pasteur jésuite
- Marcello Urgeghe : Capitaine Pero Faria
- Pedro Inês : Cristóvao Borralho